# Route nationale 417
Die Route nationale 417, kurz N 417 oder RN 417, war eine französische Nationalstraße.

## Geschichte
Die Straße existierte in zwei Abschnitten: Der erste Abschnitt führte von Chaumont bis Saint-Loup-sur-Semouse, dann folgte eine Lücke, der Verlauf führte über die Nationalstraßen 64, 57bis, 57 und 66 bis nach Remiremont, wo die N 417 dann ihre Fortsetzung in ihrem zweiten Teil bis nach Colmar fand. Sie überquerte auf ihrem Weg den höchsten in Ost-West-Richtung verlaufenden Pass der Vogesen, den Col de la Schlucht mit 1135 Metern über NN. Während der deutschen Besetzung Frankreichs im Zweiten Weltkrieg war der Abschnitt (Gérardmer-)Col de la Schlucht-Colmar Teil der Reichsstraße 31.
1973 erfolgte die Herabstufung zur Départementsstraße 417 in allen Départements. 1978 wurde die Bezeichnung kurzzeitig für eine Verbindungsstraße zwischen den Nationalstraßen 17 und 25 in Arras vergeben. Von den 1990ern bis 2006 gab es die Nummer als Verbindungsstraße zwischen Nationalstraßen innerhalb von Pau.